# Kallokibotion
A Kallokibotion a késő kréta időszak maastrichti korszakában (70–66 millió évvel ezelőtt) élt, mára már kihalt ősteknős nem, amely Romániában talált kövületekből ismert. Jelenleg egy faj ismeretes a nemből, a Kallokibotion bajazidi, amelyet Nopcsa Ferenc báró nevezett el szeretője, Bajazid Doda után.  Szó szerinti jelentése „Bajazid gyönyörű doboza”; Nopcsa azért választotta ezt a nevet – Gareth Dyke brit paleontológus szerint –, mert „a teknő alakja Bajazid fenekére emlékeztette”. Egy második, még le nem írt faj a magyarországi santoniból ismert. Ugyanennek a teknősfajnak egy másik kövületét 2014-ben tévesen a pteroszauruszok Thalassodromeus nemébe írták le.  Eredetileg meiolaniid teknősként azonosították. Azonban az új példányokon leírt jellegzetességeket is figyelembe vevő filogenetikai elemzés a Kallokibotiont már a Testudines, azaz a ma élő teknősök testvértaxonjává teszi.

## Fordítás
Ez a szócikk részben vagy egészben  a   Kallokibotion című angol Wikipédia-szócikk ezen változatának fordításán alapul.  Az eredeti cikk szerkesztőit annak laptörténete sorolja fel. Ez a jelzés csupán a megfogalmazás eredetét és a szerzői jogokat jelzi, nem szolgál a cikkben szereplő információk forrásmegjelöléseként.